# Eduardo de Carvalho
Eduardo de Carvalho (Ainaro, 1962  - Dili, 6 februari 2010) was een Oost-Timorees politicus.
De Carvalho werkte vanaf 1987 bij de dienst voor visserij en landbouw van het district Ainaro. In 1997 werd hij hoofd van de suco Bairro Pite en daardoor ook lid van het districtsparlement van Dili. De Carvalho was in de jaren 1990 lid van de Oost-Timorese studentenbeweging Resistência Nacional dos Estudantes de Timor-Leste (RENETIL), die streefde naar onafhankelijkheid.
Na het onafhankelijkheidsreferendum van 1999 was De Carvalho werkzaam voor de overgangsregering van Oost-Timor. Sinds 2001 was hij lid van de Partido Democrático (PD). Van 2003 tot 2007 was hij rijksambtenaar op het ministerie van landbouw, visserij en bosbouw. In 2007 werd De Carvalho staatssecretaris van visserij.